# Frauen unter sich
Frauen unter sich (Alternativtitel auf Video: Agnes Browne – Frauen unter sich; Originaltitel: Agnes Browne) ist eine US-amerikanisch-irische Filmkomödie aus dem Jahr 1999. Regie führte Anjelica Huston, die auch die Hauptrolle übernahm und den Film mitproduzierte. Das Drehbuch schrieben John Goldsmith und Brendan O’Carroll anhand des Romans The Mammy von Brendan O’Carroll.

## Handlung
Die Handlung spielt in Irland in den 1960er Jahren. Der Ehemann von Agnes Browne stirbt, wonach sie alleine für ihre sieben Kinder sorgt. Sie handelt mit Obst und leiht Geld von dem Kredithai Billy. Ihre beste Freundin Marion Monks hilft ihr.
Browne verabredet sich mit dem Franzosen Pierre. Ihre Kinder legen derer Ersparnisse zusammen, damit sie sich angemessen bekleiden kann.

## Kritiken
Roger Ebert schrieb in der Chicago Sun-Times vom 3. März 2000, der Film sei „anspruchslos“, aber man könne ihn mögen (modest but likable). Anjelica Huston sei nur scheinbar eine merkwürdige Wahl für die Hauptrolle und Regie – ihr Vater habe ein Landhaus in Irland besessen, wo sie zum Teil aufgewachsen sei.
Das Lexikon des internationalen Films schrieb, der Film sei „gefühlvoll“, jedoch „allzu vorhersehbar und zudem seltsam unkonzentriert entwickelt“. Seine „durchaus liebenswerten Charaktere“ würden „kaum Tiefe erlangen“; das Drehbuch bleibe „zu sehr den turbulenten Äußerlichkeiten verhaftet“.

## Auszeichnungen
Anjelica Huston gewann im Jahr 1999 den Youth Jury Award des Festival Internacional de Cine de Donostia-San Sebastián und wurde für den Grand Prix des Flanders International Film Festivals nominiert.

## Hintergründe
Der Film wurde in Dublin und in Bray gedreht. Er spielte in den ausgewählten Kinos der USA ca. 140 Tsd. US-Dollar ein und in den britischen Kinos – ca. 309 Tsd. Pfund Sterling.